# ジェノシデール
ジェノシデール（フランス語：génocidaire, 英語：genocidaires）は、本来は仏語で「虐殺者」を意味する語であるが、特にルワンダにおいては1994年のルワンダ虐殺下のジェノサイドに参加した者を指して用いられる。『ジェノサイドの丘』日本語版はジェノシダレと表記している。

## 背景
ルワンダ虐殺では、フツ過激派に属するルワンダ軍、インテラハムウェやインプザムガンビといった民兵組織、あるいは一般の市民らによって、1994年4月から7月中旬までの約100日の間に100万人近いツチと穏健派フツが虐殺された。ルワンダ愛国戦線により1994年7月中旬に政府軍の全拠点が制圧されて虐殺が終結すると、ジェノシデールは逮捕されるか、または難民としてコンゴ民主共和国、ウガンダ、タンザニアなどの近隣諸国へ逃亡した。なお、同年6月中旬頃に行われたフランス語圏諸国の多国籍軍によるトルコ石作戦は、この「ジェノシデールの逃亡を手助けするだけのものであった」と虐殺後のルワンダ政府から非難がなされている。
この逮捕された者のうち、ジェノサイドの指導者層およびジェノサイドの組織化を行った者たちは、タンザニアのアルーシャに設置されたルワンダ国際戦犯法廷で裁判を受けることとなった。1996年5月に開始された同法廷は、2010年末までに全裁判を完了することを目標として裁判を進めている。また、虐殺に参加した者や、ツチの隣人の所有物を奪うなどして利益を得た者は2001年以降、ルワンダ国内の一般住民によるガチャチャにて裁判が行われることとなった。このガチャチャは10万人を超える膨大な数の囚人を減らすこと、民族の融和を国際社会に強調すること、4つの犯罪区分のうち最も重罪となる虐殺扇動者（カテゴリ 1）を除く犯罪者（カテゴリ 2, 3, 4）を大幅に減刑し、早期に釈放することで政権支持基盤を確保する目的があると言われている。
なお、一部のジェノシデールは現在でも逃亡を続けており、ルワンダ国際戦犯法廷により国際指名手配がなされている。

## ルワンダ虐殺における主要なジェノシデールの一部
テオネスト・バゴソラ (en:Theoneste Bagosora)
旧ルワンダ軍退役軍人で旧ルワンダ国防省官房長。ジェノサイドの計画・遂行の中心人物で、人道に対する罪で有罪となり無期懲役の判決を受けた。
ジョルジュ・ルタガンダ (en:Georges Rutaganda)
インテラハムウェ全国委員会第二副議長で、インテラハムウェの設立に関わったほか、公立技術学校の虐殺などに関与。1996年5月に開始されたルワンダ国際戦犯法廷で、ジェノサイドおよび人道に対する罪により起訴され、同法廷の被告人第一号となった。同裁判の判決は無期懲役。
エリザファン・ンタキルティマナ (en:Elizaphan Ntakirutimana)
ルワンダ西部セヴンスデー・アドヴェンティスト教会長。キブエ州の病院およびビセセロの虐殺に関与した疑いで起訴。懲役10年の判決を受けた。
アタナゼ・セロンバ (en:Athanase Seromba)
カトリックの司祭。ニャルブイェ大虐殺において自身の教会をブルドーザーで破壊することに協力した事から、ジェノサイドと人道に対する罪で有罪となり、無期懲役の判決となった。
シルヴェストル・ガチュンビチ (Sylvestre Gacumbitsi)
キブンゴ県ルソモコミューンの長。ニャルブイェの避難民に対し、市内にあったニャルブイェカトリック教会への避難を勧めたのち、地元のインテラハムウェと協力してブルドーザーを用いて教会の建物を破壊し、教会内に隠れていたツチを老若男女問わずに虐殺した。懲役30年の判決を受けたが現在上告中。
ジャン＝バティスト・ガテテ (en:Jean-Baptiste Gatete)
ムランビの元首長で、ルワンダ東部地域の虐殺の指揮を行った。虐殺終結後にはタンザニアへ逃れ、難民キャンプの指導者として活動。2002年にコンゴ民主共和国で逮捕され、起訴された。
イデルフォンス・ニゼイマナ
旧ルワンダ軍大尉でアカズの一員と見なされていたほか、急進派としてツチを特に嫌悪していたことで知られる。ブタレ州の虐殺に関与。2009年10月6日にウガンダで逮捕された。
オギュスタン・ビジムング
旧ルワンダ軍少将で、ルワンダ虐殺時に大統領警護隊や軍の指揮を行った。2002年8月、アンゴラ政府によって逮捕され、2011年5月、禁錮30年の判決を受けた。
グレゴワール・ンダヒマナ (en:Gregoire Ndahimana)
元市長。自身の町で、教会へ逃れた2000人のツチ虐殺に関与した嫌疑で指名手配。2009年8月にコンゴ民主共和国で逮捕され、ルワンダ国際犯罪法廷に引き渡された。
フェリシアン・カブガ
フツ過激派系の政党、開発国民革命運動および共和国防衛同盟と、その民兵組織であったインテラハムウェとインプザムガンビへの資金や武器、人員輸送への協力を行った。2020年5月にフランスで逮捕された。
オギュスタン・ビジマナ (en:Augustin Bizimana)
旧ルワンダ政権の国防大臣。ジェノサイドの計画、煽動などを行った嫌疑がかけられていたが、2020年5月、2000年8月に死去していたことが発表された。

## 国際指名手配中のジェノシデール
フルゲンス・カイシェマ (en:Fulgence Kayishema)
キブエ県の警官で、ニャルブイェ大虐殺の首謀者の一人であった嫌疑。
プロタイス・ムピラニャ (en:Protais Mpiranya)
大統領警護隊の司令官で、アガート・ウィリンジイマナ首相への強姦と殺害および国連平和維持軍のベルギー兵10人を殺害した嫌疑。
ベルナール・ムニャギシャリ (en:Bernard Munyagishari)
ギセニ県のインテラハムウェ会長で、ギセニ市内での虐殺を指揮した嫌疑。
フェニーズ・ムニャルガラマ (Pheneas Munyarugarama)
旧ルワンダ軍中佐、嫌疑は不明。
アロイース・ンディムバチ (en:Aloys Ndimbati)
キブエ県ギソヴ (Gisovu) コミューンの長。キブエ県内の虐殺に関与した嫌疑。
ラディスラス・ンタガンズワ (en:Ladislas Ntaganzwa)
ブタレ県ニャキズコミューンの長で、同コミューンの開発国民革命運動委員長。虐殺の煽動およびインテラハムウェへの指揮の嫌疑。
シャルル・リャンジカヨ (Charles Ryandikayo)
キブエ県ギシタコミューン内のレストラン支配人で、ギシタ教会の虐殺を煽動・指揮し、更には直接の殺害にも加わった嫌疑。
シャルル・シクブワボ (en:Charles Sikubwabo)
キブエ県ギシタコミューンの市長。ビセセロの虐殺やムブガ教会の虐殺を煽動・指揮した嫌疑。
ジャン＝ボスコ・ウウィンキンジ (Jean-Bosco Uwinkindi)
ジェノサイドおよび戦争犯罪の嫌疑。